# Malijevo gradišče
Malijevo gradišče je gradišče z ostanki gradu družine Mali na ovalni vzpetini z izravnanim obsežnim vrhom ter strmimi pobočji na vseh straneh. Rezultati sondiranj kažejo poselitev v mlajši kameni dobi (konec 3. tisočletja pr. n. št) in v antiki (2. stoletje). 
V naselju Golnik stoji tudi posvečena kapelica - Malijeva kapelica, ki se nahaja na zahodni strani ceste Kranj–Golnik, na jugovzhodnem robu naselja.